# ニュー・ポープ 悩める新教皇
『ニュー・ポープ 悩める新教皇』（THE NEW POPE）は、2019年制作のテレビドラマ。主演はジュード・ロウとジョン・マルコヴィッチ。脚本・監督はパオロ・ソレンティーノ。製作はロウやソレンティーノ他。制作はHBOとCANAL+他で、2019年から放送。全9話。

## 概要
『ヤング・ポープ 美しき異端児』の続編として制作された。
新教皇の教皇名であるヨハネ・パウロ3世は、謎の死を遂げた実在の教皇であるヨハネ・パウロ1世の名を引き継いだものであり、1世の死亡を踏まえた描写が見られる。
マリリン・マンソンおよびシャロン・ストーンの両名が本人役で出演した。劇中において、ストーンは持論である同性愛者の結婚について教皇に進言した。一方で、教皇はストーンに対し、足を組み替えないよう忠告している。

## キャスト
※括弧内は日本語吹替
- ピウス13世 / レニー・ベラルド - ジュード・ロウ（森川智之）
- ヨハネ・パウロ3世 / ジョン・ブラノックス - ジョン・マルコヴィッチ（樋浦勉）
- ヴォイエッロ枢機卿 - シルヴィオ・オルランド（石田圭祐）
- ソフィア・デュボワ - セシル・ド・フランス（水落幸子）
- グティエレス枢機卿 - ハビエル・カマラ（塾一久）
- エスター・オーブリー - リュディヴィーヌ・サニエ（三木美）